# Турецкая письменность
Современный туре́цкий алфави́т на основе латинской графики был принят в 1928 году в рамках реформы турецкого языка, начатой Ататюрком. Турция, с целью идеологического обоснования национальной идеи турецкого государства, перешла с арабского на латинский алфавит, заодно избавившись от большей части персидских и арабских заимствований в языке и введя в узус бытовые тюркизмы и неологизмы на тюркской основе.
Символы современного турецкого алфавита были заимствованы из различных алфавитов Европы: шведского, немецкого, албанского, румынского и других.
Турецкий алфавит содержит 29 букв.

## Алфавит
| Буква | Наименование | МФА               | русская практическая транскрипция                                                                                       |
| ----- | ------------ | ----------------- | --- |
| A a   | a            | [a]               | а |
| B b   | be           | [b]               | б |
| C c   | ce           | [ʤ͡]               | дж |
| Ç ç   | çe           | [ʧ͡]               | ч |
| D d   | de           | [d]               | д |
| E e   | e            | [e], [ɛ]          | э (в начале слова и после гласных), е (после согласных)                                                                 |
| F f   | fe           | [f]               | ф |
| G g   | ge           | [g], [ɟ]          | г |
| Ğ ğ   | yumuşak ge   | г; см. примечание | г; см. примечание |
| H h   | he           | [h]               | х |
| I ı   | ı            | [ɯ]               | ы |
| İ i   | i            | [i]               | и |
| J j   | je           | [ʒ]               | ж |
| K k   | ke           | [k], [c]          | к |
| L l   | le           | [ɫ], [lʲ]         | л, ль |
| M m   | me           | [m]               | м |
| N n   | ne           | [n]               | н |
| O o   | o            | [o]               | о |
| Ö ö   | ö            | [ø]               | о (в начале слова и после гласных), ё (после согласных)                                                                 |
| P p   | pe           | [p]               | п |
| R r   | re           | [r]               | р |
| S s   | se           | [s]               | с |
| Ş ş   | şe           | [ʃ]               | ш |
| T t   | te           | [t]               | т |
| U u   | u            | [u]               | у |
| Ü ü   | ü            | [y]               | у (в начале слова и после гласных), ю (после согласных)                                                                 |
| V v   | ve           | [v]               | в |
| Y y   | ye           | [j]               | й; в группе «y + гласный» передаётся соотв. йотированными гласными (е, ё, ю, я) согласно правилам русского правописания |
| Z z   | ze           | [z]               | з |

Примечание: Буква Ğ (yumuşak ge) после гласных переднего ряда и в позиции между двумя гласными (иногда) читается как [ј], после гласных заднего ряда обозначает удлинение предыдущего гласного (Erdoğan — Эрдо(й)ан). В начале слов не встречается.
Над некоторыми гласными (a, i, u) может также использоваться надстрочный знак «циркумфлекс» (ˆ); буквы с таким знаком (â, î, û) самостоятельными буквами алфавита не считаются. Этот знак служит для обозначения долгот гласных в словах арабского и персидского происхождения, а также зачастую палатализованного («смягчённого») произношения предшествующего такой гласной согласного звука (g, k, l) — подобно тому, как «йотированные» гласные используются в русской кириллице для обозначения «мягкости» предшествующего согласного. Так, слово İsyankâr (бунтарь), в котором встречается знак â, звучит как Исьянкяр.

## Происхождение
Наиболее ранний из известных примеров турецкой письменности — так называемое древнетюркское письмо (орхоно-енисейская письменность). В настоящее время тюркские языки используют множество систем письма, в том числе кириллическую, арабскую, греческую, латинскую и некоторые другие.
Турецкий вариант арабского алфавита использовался на протяжении многих столетий. Он хорошо подходил для оттоманского турецкого языка со множеством заимствований из арабского и персидского словаря. Однако он слабо подходил для записи слов исконно турецких. В то время, когда арабский язык был богат на согласные, но беден на гласные звуки, в турецком языке было все наоборот. Алфавит был не способен передать звуковой строй турецкой речи. Возникновение телеграфа и массовой печати в XIX веке показало слабость применения арабского алфавита по отношению к турецкому языку.
Задолго до реформ Ататюрка некоторые турецкие реформисты предлагали принять латинский алфавит. В 1862 году, во время раннего периода реформ, государственный деятель Мехмед Тахир Мюнуф-паша выступал за реформу алфавита. В начале XX столетия схожие предложения были сделаны некоторыми писателями, связанными с движением младотурок. В их число входили Хусейн Джахит Ялчин, Абдулла Джевдет, Джелал Нури Илери. Этот вопрос был снова поднят в 1923 году во время экономического конгресса недавно созданной Турецкой Республики, вызвав публичное обсуждение, продолжавшееся несколько лет. Отходу от арабской письменности противодействовали консервативные и религиозные оппоненты. Они аргументировали это тем, что принятие латинской графики приведет к отрыву Турции от большого исламского мира и произведет подмену традиционных ценностей на «чуждые» (в том числе европейские). Как альтернативный вариант предлагался тот же арабский алфавит с введением дополнительных букв для передачи специфических звуков турецкого языка. Однако процесс латинизации в Советском Союзе большинства языков, которые использовали письменность на основе арабского алфавита, существенно подтолкнул реформу перехода на латиницу в Турции.

## История современного турецкого алфавита
Настоящий турецкий алфавит был учрежден по личной инициативе основателя Турецкой Республики, Мустафы Кемаля Ататюрка. Идею перехода на латиницу он взял у Азербайджана, который распространил её среди тюркоязычных и исламских народов. Это был ключевой шаг в культурной части его программы реформ. Установив однопартийное правление страной, Ататюрк смог склонить оппозицию к реализации радикальной реформы письменности. Он объявил об этом в 1928 г. и создал Комиссию по языку (Dil Encümeni), состоявшую из следующих представителей:
Лингвисты:
- Рагып Хулуси Оздем
- Ахмет Джеват Эмре
- Ибрагим Грантай

Преподаватели:
- Мехмет Эмин Эриширгиль
- Ихсан Сунгу
- Фазиль Ахмет Айкач

Писатели и члены парламента
- Фалих Рыфкы Атай
- Рушен Эшреф Унайдын
- Якуп Кадри Караосманоглу

Комиссия была ответственна за адаптацию латинского алфавита к требованиям фонетического строя турецкого языка.
Ататюрк лично участвовал в работе комиссии и провозгласил мобилизацию сил в деле продвижения новой письменности, много ездил по стране, объясняя новую систему и необходимость её скорейшего внедрения. Комиссия по языку предлагала пятилетний срок внедрения, но Ататюрк сократил его до трёхмесячного. Изменения в письменной системе были закреплены законом «Об изменении и внедрении турецкого алфавита», принятого 1 ноября 1928 года и вступившего в силу 1 января 1929 года. Закон сделал обязательным применение нового алфавита во всех общественных публикациях.

## Алфавиты, основанные на турецком
- Современный азербайджанский латинский алфавит (добавлены буквы Əə, Xx, Qq)
- Современный гагаузский алфавит (добавлены буквы Ää, Êê, Ţţ, удалена буква Ğğ)
- Современный крымскотатарский латинский алфавит (добавлены буквы Ââ, Ññ, Qq)
- Транслитерационный татарский латинский алфавит[3] (добавлены буквы Ää, Ññ, Qq, Ww, Xx)
- Проект казахского латинского алфавита[4] (добавлены буквы Ää, Ññ, Qq, Ūū)